# Вайдман, Лев Самуилович
Лев Самуилович Вайдман (род. 4 сентября 1955, Ленинград) — израильский физик и философ, специалист в области квантовой механики, соавтор мысленного эксперимента бесконтактного измерения (Elitzur-Vaidman bomb tester).

## Биография
Сын учёного в области строительных технологий Самуила Иосифовича Вайдмана, соaвтора учебника «Строительные конструкции» (Л.: Стройиздат, 1970). Мать — инженер Полина Вайдман. Дважды становился одним из победителей Всесоюзной олимпиады школьников по физике (первое место в 1971 году и второе место в 1972 году) и получил похвальную грамоту на Международной физической олимпиаде школьников в Бухаресте (4-е место, 1972) в составе команды физико-математической школы № 45 при ЛГУ. После первого курса обучения на физико-математическом факультете Ленинградского университета (куда он был принят без экзаменов) эмигрировал с родителями в Израиль (24 сентября 1973), где учился в Университете имени Бен-Гуриона (1973—1974), окончил Еврейский университет в Иерусалиме (1976) и магистратуру в Институте Вейцмана (1982). В 1977—1980 годах проходил срочную службу в израильской армии. В 1987 году защитил диссертацию в Тель-Авивском университете под руководством Якира Ааронова («The Problem of Measurement in Relativistic Quantum Theory»). 
В 1988 совместно с Якиром Аароновым и Давидом Альбертом предложил идею слабых измерений и величин (см. также Vaidman's Weak Trace criterion). С 1987 года преподавал в Тель-Авивском университете.
С 2005 года профессор школы физики и астрономии Тель-Авивского университета.
Основные труды в области квантовой информатики, квантовой телепортации, многомировой интерпретации. В 1993 году совместно с Авшаломом Элицуром предложил Elitzur-Vaidman bomb tester, ныне широко известный мысленный эксперимент, положивший начало исследованиям в области бесконтактных измерений. Предложил телепортацию непрерывных квантовых переменных (Goldenberg-Vaidman protocol, Vaidman-Braunstein-Kimble protocol) и квантовый расщепитель миров.

## Семья
Сестра — Вера Вайдман, скрипачка, выступает в дуэте с мужем — пианистом Эммануилом Красовским.

## Эпонимическая терминология
- Born-Vaidman rule
- Goldenberg-Vaidman protocol
- Vaidman-Braunstein-Kimble protocol
- Elitzur-Vaidman bomb tester
- Vaidman's Weak Trace criterion
- The Aharon-Vaidman game (Vaidman's game)